# Володимир (Груца)
Єпископ Володи́мир Гру́ца (нар. 19 серпня 1976, Добромиль) ― український греко-католицький єпископ, редемпторист, доктор богослов'я, професор богословських наук і магістр новіціату отців редемптористів; з 14 січня 2016 року — єпископ-помічник Львівської архиєпархії УГКЦ і титулярний єпископ Баганни.

## Життєпис
Народився в м. Добромиль Львівської області. До Чину Найсвятішого Ізбавителя вступив у 1994 р. У 2000 р. склав вічні обіти. Священичу формацію отримав у Вищій семінарії отців редемптористів у Тухові (Польща) і в Папській Богословській Академії (тепер Папський університет Івана Павла ІІ) в Кракові. 12 липня 2001 року отримав священичі свячення з рук єпископа Андрія Сапеляка.
В 1998—2002 і 2003―2008 роках навчався в Інсбруцькому університеті в Австрії, який закінчив, захистивши докторську дисертацію з догматичного богослов'я на тему «Тайна покаяння в світлі Христового Воскресіння». Під час навчання в Інсбруці о. Володимир був співпрацівником пасторально-консультативного центру міста.
З 2009 до 2012 був директором студій Львівської провінції Згромадження Найсвятішого Ізбавителя. З 2013 виконував уряд магістра новіціату. Одночасно був професором догматичного богослов'я Українського Католицького Університету, Вищої духовної семінарії у Львові та Василіянського інституту філософсько-богословських студій у Брюховичах.
Автор книги «Святе таїнство покаяння у світлі Христового Воскресіння. Розуміння сповіді в Українській Греко-Католицькій Церкві» (2013). Монографія видана на основі перекладу докторської дисертації з німецької мови. Видання присвячене столітньому ювілею служіння редемптористів в Україні (1913―2013 рр.).
Окрім рідної мови, володіє російською, польською, німецькою і англійською.

### Єпископ
14 січня 2016 Папа Франциск дав свою згоду на канонічний вибір ієромонаха Володимира єпископом-помічником Львівської Архиєпархії, який здійснив Синод єпископів УГКЦ, і надав йому титул єпископа Баганни.
Єпископська хіротонія відбулася 7 квітня 2016 року в архикатедральному соборі св. Юра у Львові. Головним святителем нового єпископа став предстоятель УГКЦ Верховний архієпископ Святослав Шевчук, співсвятителями — архиєпископ і митрополит Львівський Ігор Возьняк та єпископ Самбірсько-Дрогобицький Ярослав Приріз.